# Smasside
La tribu des Smassides (en arabe : السماسيد), aussi appelé Āl Shamsedin (en arabe : آل شمس الدين) est une tribu maure maraboutique. Cette tribu est connue pour son rôle dans la diffusion de la culture arabe et islamique, elle revendique une origine Chorfa.
Cette tribu se localise en Mauritanie. L'essentiel de la tribu se trouve dans la région de l'Adrar, il y a aussi et quelques familles au Trarza.

## Personnalités
- Ahmed Ould Sidi Baba (agrégé de lettres et ancien ministre mauritanien de 1971 à 1978).
- Maaouiya Ould Sid'Ahmed Taya (ex-Président de la République de 1984 à 2005)[1].